# Grekisk eld

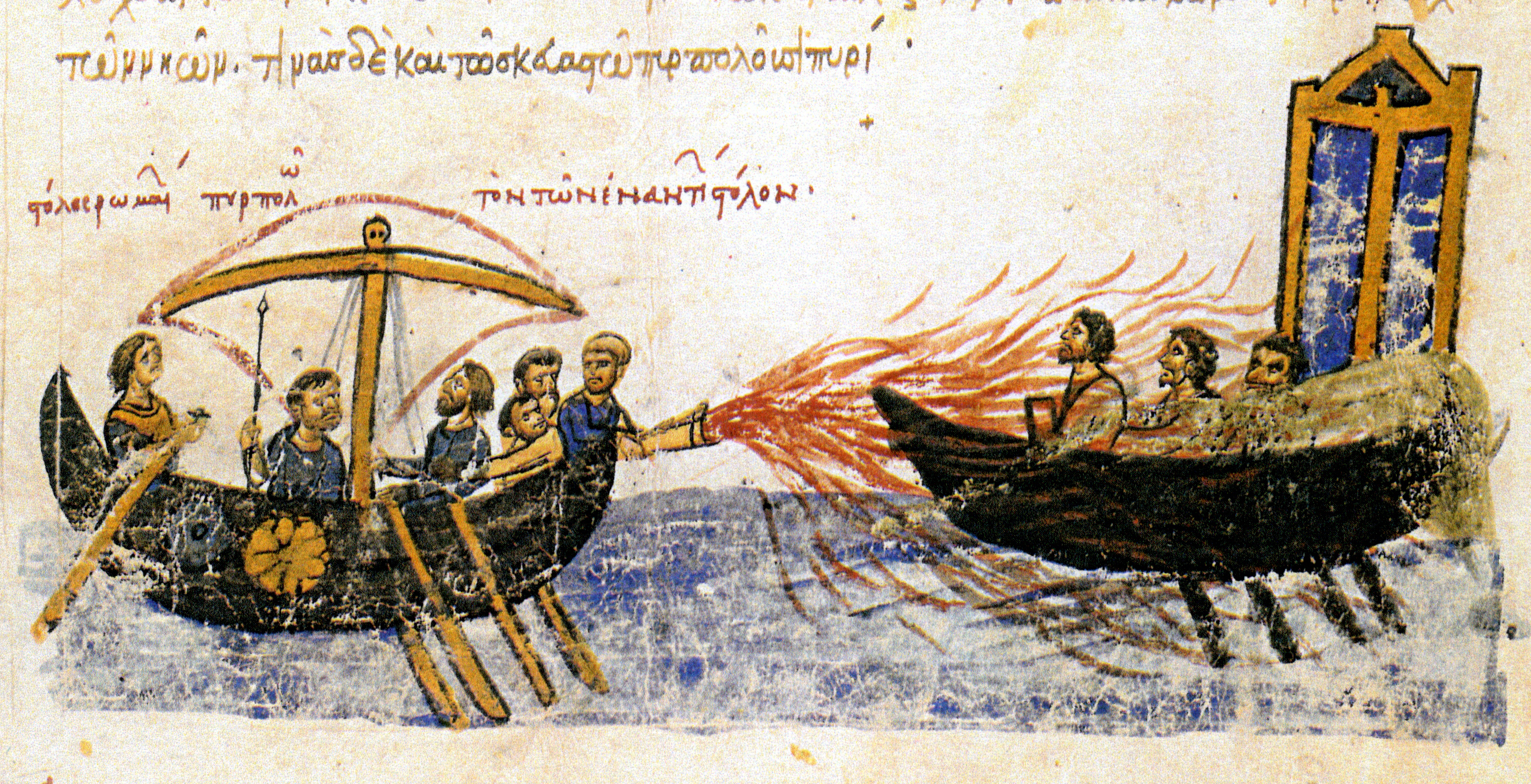
Grekisk eld.

Grekisk eld, även kallad bysantinsk eld och flytande eld, var ett vapen som användes av bysantinska riket. Den grekiska elden sades ha uppfunnits av en kristen flykting från Syrien som hette Kallinikos från Heliopolis. Vapnet avlossade en ström av brinnande vätska och var mycket effektivt både till sjöss och på land, men användes företrädesvis ute på havet. Rykten sade att den grekiska elden var så effektiv att den fortsatte att brinna under nästan alla förhållanden, även under vatten. Fiendeskepp var ofta rädda för att komma för nära den bysantinska flottan, eftersom den grekiska elden gav den ett stort övertag. Vapnet användes för första gången år 678 mot en attackerande arabisk flotta och blev snart ett av tidens mest fruktade vapen. Den var emellertid svårkontrollerad; ofta brändes även bysantinska skepp upp.
Tillverkningsprocessen för grekisk eld var en noga bevarad militär hemlighet; så hemlig att man än i dag inte vet hur den tillverkades. Olika källor spekulerar i om den kan ha innehållit bland annat svavel, kalciumoxid och flytande petroleum. Man vet inte om vätskan antändes av en eldslåga eller om den självantände vid kontakt med vatten, som till exempel natrium. I det senare fallet är det möjligt att en av beståndsdelarna var kalciumfosfid, som när det kommer i kontakt med vatten bildar fosfin (PH3) som självantänder. 